# Bahaïsme en Tunisie
Le bahaïsme en Tunisie apparaît aux environs de 1910, lorsque le premier baha'i arrive dans le pays, possiblement en provenance d'Égypte.
En 1956, à Ridván, un important festival durant lequel des élections importantes ont lieu, trois nouvelles assemblées spirituelles (en) régionales sont établies dont celle de l'Afrique du Nord-Ouest sous la direction d'Enoch Olinga (en). En 1963, la communauté tunisienne compte une assemblée et 18 groupes organisés de baha'is (entre un et neuf adultes). Des estimations du département d'État des États-Unis mentionnent en 2001 une communauté d'environ 150 personnes. Toutefois, l'Association des archives de données religieuses et diverses autres sources mentionnent plus de 1 000 baha'is dans le pays,,.

## Histoire

### Émergence
La première apparition du bahaïsme en Tunisie n'est pas bien documentée mais tout suggère l'arrivée de baha'is durant le ministère de ʿAbd-al-Bahāʾ, soit avant 1921. Il est suggéré qu'un baha'i aurait visité le pays vers 1910, possiblement en provenance d'Égypte,. Le baha'i français Hippolyte Dreyfus-Barney est connu pour avoir obtenu de la part des autorités du protectorat français de Tunisie l'autorisation de promulguer les enseignements baha'is (en). Shoghi Effendi, alors chef de la religion, se souvient de Dreyfus-Barney pour son « soutien stimulant » à la communauté baha'ie de Tunisie. Plus tard, Hafez Nadim Effendi, mort en 1933, est encouragé par Effendi à visiter Tunis à deux reprises pour enseigner et encourager les baha'is. Vers 1928, le premier pèlerinage baha'i (en) en provenance de Tunis ainsi qu'un représentant de son assemblée spirituelle locale visitent les centres spirituels et administratifs (en) de la religion baha'ie. En 1937, le docteur M. Sálih, président de l'assemblée spirituelle nationale égyptienne (en), visite Tunis, à nouveau sur les encouragements du chef de la religion, avec pour objectif de renforcer les baha'is en Tunisie et d'encourager leurs activités.
En 1956, à Ridván, un important festival durant lequel des élections importantes ont lieu, trois nouvelles assemblées spirituelles régionales sont établies dont celle de l'Afrique du Nord-Ouest. Placée sous la direction d'Enoch Olinga (en),,, elle couvre la Tunisie et le siège de son secrétariat est basé à Tunis. Une autre baha'ie bien connue, qui sert la région et cette assemblée à cette époque, est Helen Elsie Austin (en),. Cette assemblée couvre environ 600 baha'is et 38 assemblées locales à travers le nord-ouest de l'Afrique. Le siège de l'assemblée est plus tard transféré de Tunis vers Rabat. L'assemblée nationale régionale incluant la Tunisie est incorporée en 1961.

### Croissance
Un recensement en 1963 compte une assemblée à Tunis, des groupes d'un à neuf adultes dans 18 localités (Ben Arous, Douz, El Jem, Gafsa, Kébili, Kasserine, Ksour Essef, Le Kef, Makthar, La Manouba, Mégrine, Radès, Remada, Robaa, Sbeïtla, Sidi Bouzid, Siliana et Sousse), ainsi que six autres localités où des baha'is vivent isolés (Agareb, Borj El Amri, Bouchoucha, Jebiniana, Kairouan et Sfax).
En 1967-1969, l'assemblée régionale est réorganisée et dispose d'une autorité sur l'Algérie et la Tunisie. Lorsque les pionniers (en) en Tunisie sont expulsés en novembre 1968, la famille Attar-Hamedani laisse derrière elle une villa et un bureau avant de s'installer finalement à Hong Kong. En 1969, l'assemblée nationale régionale d'Afrique du Nord est dissoute lorsque la Tunisie est placée sous état d'urgence. L'assemblée spirituelle nationale de Tunisie est élue en 1972,.

### Persécution
En octobre 1984, les institutions baha'ies en Tunisie sont interdites et les baha'is interrogés. Au milieu des années 1980, six polémiques sont lancées contre les baha'is dans la presse tunisienne. À cette époque, Abdelfattah Amor est le doyen de la faculté des sciences juridiques, politiques et sociales de Tunis. Il travaille plus tard comme avocat des droits de l'homme et accordera une attention particulière au traitement des baha'is en Iran (en) en tant que rapporteur spécial des Nations unies. Mohamed Talbi, professeur en lettres et sciences humaines à l'université de Tunis, publie en 1986 un article intitulé What Muslims Really Believe About Religious Liberty dans le magazine Liberty dédié à la liberté de religion. Bien qu'il ne mentionne pas la religion baha'ie, cet article est considéré comme assez significatif pour être repris par les baha'is avec la permission de l'auteur dans leur publication, Bahá'í News (en), en janvier 1987.
Traditionnellement, le gouvernement tunisien voit le bahaïsme comme une secte hérétique de l'islam et permet à ses adhérents de pratiquer leur foi uniquement en privé.

### Époque moderne
En 2005, une universitaire tunisienne, le docteur Iqbal Gharbi, professeure de psychologie à l'université Zitouna de Tunis, appelle les musulmans à se réconcilier avec les baha'is et d'autres groupes religieux, voire à s'excuser pour le fait que « les baha'is ont été humiliés et dénigrés dans les pays musulmans »,.
La communauté baha'ie moderne s'est retrouvée quelque peu exposée dans les médias depuis le Printemps arabe,. Une série intitulée Tunisia's Spiritual Pluralism l'évoque en février 2013 ; elle note que, bien que les baha'is n'aient « pas été ouvertement persécutés par l'État tunisien, néanmoins ils se sentent souvent marginalisés et exclus socialement ».
Si le gouvernement a interdit la pratique de la religion en public, il a permis aux baha'is de tenir des réunions de leur conseil national dans des maisons privées ainsi que d'élire trois assemblées spirituelles locales depuis 2004.

## Nombres
Des estimations publiées par le département d'État des États-Unis en 2001 recensent quelque 150 baha'is en Tunisie alors que la World Christian Encyclopedia estime leur nombre à 1 450 en 1990. L'Association of Religion Data Archives estime leur nombre à 2 000 en 2010. Un baha'i cité par Tunisia Live estime leur nombre à plus d'un millier.